# Kalvön (Lurö skärgård)

Kalvön är en ö i Lurö skärgård, Eskilsäters socken, Säffle kommun.
Kalvön är Lurö skärgårds näst största ö, och mycket flack. Den är dock svårtillgänglig då dess stränder är kraftigt igenväxta med vass. Kalvön hade bofast befolkning från 1700-talet fram till 1924 då byggnaderna där flyttades till fastlandet. Som mest fanns 8 hektar odlingsmark på ön. På 1940-talet planterades skog på de före detta odlingsmarkerna.